# Alive & Well: Recorded in Paris
Alive & Well: Recorded in Paris (1978) es una de las últimas grabaciones en vivo de Soft Machine.

## Lista de canciones
Todas por Karl Jenkins excepto donde se indica.
1. "White Kite" – 3:00
2. "Eos" – 1:22
3. "Odds Bullets and Blades Pt. I" – 2:18
4. "Odds Bullets and Blades Pt. II" – 2:33
5. "Song of the Sunbird" – 1:24
6. "Puffin" – 1:18
7. "Huffin" – 5:12
8. "Number Three" (John Etheridge) – 2:25
9. "The Nodder" – 7:13
10. "Surrounding Silence" (Ric Sanders) – 4:04
11. "Soft Space" – 8:17

### CD 1
1. "White Kite" – 3:00
2. "Eos" – 1:20
3. "Odds Bullets and Blades (Part I)" – 2:19
4. "Odds Bullets and Blades (Part II)" – 2:33
5. "Song of the Sunbird" – 1:25
6. "Puffin'" – 1:17
7. "Huffin'" – 4:42
8. "Number Three" – 2:26
9. "The Nodder" – 7:12
10. "Surrounding Silence" – 4:05
11. "Soft Space" – 8:18

### CD 2
1. "K's Riff" – 4:41
2. "The Nodder" – 7:13
3. "Two Down" – 2:27
4. "The Spraunce" – 6:27
5. "Song of Aeolus" – 3:41
6. "Sideburn" – 7:44
7. "The Tale of Taliesin" – 8:08
8. "Organic Matter / One Over the Eight (Previously Unreleased)" – 5:55
9. "Soft Space Part One (Edited Version)" – 4:15
10. "Soft Space Part Two (Disco Version)" – 5:41